# Patrick Allen
John Keith Patrick Allen, född 17 mars 1927 i Nyasaland, död 28 juli 2006 i London, var en brittisk skådespelare.

## Rollista i urval
- 1954 – Slå nollan till polisen
- 1957 – Nattkörning
- 1958 – Montys dubbelgångare
- 1969 – Akita - solens förbannelse
- 1970 – Marionett i kedjor
- 1975 – Flykten mot Botswana
- 1976 – Örnen har landat
- 1978 – De vilda gässen
- 1980 – Havets vargar
- 1982 – Mord är lätt
- 1982 – Specialstyrka S-A-S
- 1983 – The Black Adder (TV-serie) (berättare)